# Parides
Parides  é um gênero de borboletas da família Papilionidae. Eles são encontrados nas Américas ( ecozona neotropical ).

## Espécies
Listados alfabeticamente em grupos de acordo com Möhn et al., com anotações de acordo com Wilts et al. (2014):
grupo de espécies : ascanius (disputado: basal / plesiomórfico ? )
- Parides agavus (Drury, 1782)
- Parides alopius (Godman & Salvin, [1890]) – white-dotted cattleheart
- Parides ascanius (Cramer, [1775]) – Fluminense swallowtail
- Parides bunichus (Hübner, [1821])
- Parides gundlachianus (C. & R. Felder, 1864) – Cuban cattleheart (anchises group?)
- Parides montezuma (Westwood, 1842) – Montezuma's cattleheart (possibly new panthonus group)
- Parides phalaecus (Hewitson, 1869)
- Parides photinus (Doubleday, 1844) – pink-spotted cattleheart (basal in anchises group?)
- Parides proneus (Hübner, [1831])

grupo de espécies : klagesi ( incertae sedis )
- Parides klagesi (Ehrmann, 1904)

- Parides chabrias (Hewitson, 1852)
- Parides hahneli (Staudinger, 1882) – Hahnel's Amazonian swallowtail
- Parides mithras (Grose-Smith, 1902)
- Parides pizarro (Staudinger, 1884) – formerly P. steinbachi (ascanius group/incertae sedis?)
- Parides quadratus (Staudinger, 1890)
- Parides vercingetorix (Oberthür, 1888) – formerly P. coelus (ascanius group/incertae sedis?)

grupo de espécies : enéias
- Parides aeneas (Linnaeus, 1758)
- Parides aglaope (Gray, [1853]) (ascanius group/incertae sedis?)
- Parides burchellanus (Westwood, 1872) (possibly new panthonus group)
- Parides echemon (Hübner, [1813])
- Parides eurimedes (Stoll, [1782]) – pink-checked cattleheart or mylotes cattleheart
- Parides lysander (Cramer, [1775]) – Lysander cattleheart (possibly basalmost living species of group)
- Parides neophilus (Geyer, 1837) – neophilus cattleheart
- Parides orellana (Hewitson, 1852) (tentatively placed here)
- Parides panthonus (Cramer, [1780]) – panthonus cattleheart (possibly new panthonus group)
- Parides tros (Fabricius, 1793)
- Parides zacynthus (Fabricius, 1793)

grupo de espécies: Sesostris (irmã para Aeneas e / ou Anquises grupos? )
- Parides childrenae (Gray, 1832) – green-celled cattleheart
- Parides sesostris (Cramer, [1779]) – emerald-patched cattleheart

grupo de espécies : anchises
-   - Parides anchises (Linnaeus, 1758) – Anchises cattleheart
  - Parides cutorina (Staudinger, 1898) (ascanius group/incertae sedis?)
  - Parides erithalion (Boisduval, 1836) – variable cattleheart
  - Parides iphidamas (Fabricius, 1793) – Transandean cattleheart
  - Parides panares (Gray, [1853]) – wedge-spotted cattleheart
  - Parides phosphorus (H.W. Bates, 1861) (ascanius group/incertae sedis?)
  - Parides vertumnus (Cramer, [1779])